# Gennaro Costagliola
Gennaro Costagliola CM (* 12. Januar 1850 in Neapel; † 15. Februar 1919 in Chieti) war Erzbischof von Chieti.

## Leben
Costagliola trat dem Orden der Lazaristen bei und empfing am 26. Oktober 1875 die Priesterweihe. Für seinen Orden war er unter anderem als Superior in Casale Monferrato tätig.
Papst Leo XIII. ernannte ihn am 15. April 1901 zum Erzbischof von Chieti. Die Bischofsweihe spendete ihm sechs Tage später Lucido Maria Kardinal Parocchi, Sekretär des Heiligen Offiziums. Mitkonsekratoren waren Giustino Adami, Titularerzbischof von Caesarea Ponti, und Carlo Caputo, Prälat von Altamura-Gravina-Acquaviva delle Fonti. 1908 wurde in Chieti ein interdiözesanes Priesterseminar gegründet.